# Anatololacerta anatolica
Espèce
Synonymes
- Lacerta anatolica Werner, 1900
- Lacerta oertzeni Werner, 1904
- Anatololacerta oertzeni (Werner, 1904)
- Lacerta anatolica aegaea Eiselt & Schmidtler, 1987
- Anatololacerta anatolica aegaea (Eiselt & Schmidtler, 1987)

Statut de conservation UICN

 LC  : Préoccupation mineure
Anatololacerta anatolica est une espèce de sauriens de la famille des Lacertidae.

## Répartition
Cette espèce se rencontre dans le nord-ouest de la Turquie et en Grèce à Samos et à Ikaria.

## Description
Ce lézard vit dans les forêts tempérées et les zones rocheuses.

## Taxinomie
L'espèce Anatololacerta oertzeni et la sous-espèce Anatololacerta anatolica aegaea ont été placées en synonymie avec Anatololacerta anatolica par Bellati, Carranza, Garcia-Porta, Fasola et Sindaco en 2014.

## Étymologie
Son nom d'espèce lui a été donné en référence au lieu de sa découverte, l'Anatolie.

## Publication originale
- Werner, 1900 : Beschreibung einer bisher noch unbekannten Eidechse aus Kleinasien Lacerta anatolica. Anzeiger der Kaiserlichen Akademie der Wissenschaften, Mathematisch-Naturwissenschaftliche Classe, vol. 37, p. 269-271 (texte intégral).